# Abdilatif Abdalla
Pour les articles homonymes, voir Abdalla.
Abdilatif Abdalla (né à Mombasa en 1946) est un écrivain et homme politique kényan.
Il a travaillé pour le Conseil de Mombasa. Après la publication d'un pamphlet très critique pour le gouvernement, il a été emprisonné entre 1969 et 1972. Il a plus tard travaillé comme professeur de swahili à l'Université Dar er Salaam (1972-1979) et collaboré à l'édition d'un dictionnaire de swahili. Il a aussi travaillé au département de swahili de la BBC (1979-1985) et comme professeur de swahili à Londres et à Leipzig.

## Œuvres
- Utenzi wa maisha ya Adamu na Hawaa (1971)
- Sauti ya Dhiki (1973)